# Benito García (Baja California)
Benito García es una localidad del estado mexicano de Baja California. Es parte del municipio de San Quintín.

## Demografía
| Censo | Población |
| ----- | --------- |
| 2000  | 27        |
| 2010  | 1 028     |
| 2020  | 1 505     |